# 和久井映見
和久井 映見（わくい えみ、1970年12月8日 - ）は、日本の女優、元歌手。本名：和久井 良子。神奈川県横浜市出身。藤賀事務所を経て、アルファーエージェンシーに所属。

## 略歴
埼玉県立川口青陵高等学校在学中の16歳の時、東京ディズニーランドでスカウトされて芸能界入り。
1987年11月、雑誌『UP TO BOY』において第10代「ミスUP」を受賞。
1988年4月、ドラマ『花のあすか組!』で芸能界デビュー。また同年、JR東日本「青春18きっぷ」のキャンペーンガールに起用された。
1990年1月、ポリスターから「マイ・ロンリィ・グッバイ・クラブ」をリリースし歌手デビュー。1997年までCDリリースは続き、康珍化が作詞を担当した。また、レコードレーベルとして当時同じくポリスター所属であったWinkと同様に音楽プロデュースを水橋春夫が手がけ、大半の楽曲の編曲を門倉聡が担当している。歌手活動としては、『歌のトップテン』（日本テレビ）や『スーパージョッキー』（同前）、『歌謡びんびんハウス』（テレビ朝日）のほか、いくつかのテレビ番組で歌唱を披露した。
1991年、映画『息子』『就職戦線異状なし』で日本アカデミー賞最優秀助演女優賞受賞。
1993年、映画『虹の橋』で日本アカデミー賞最優秀主演女優賞などを受賞。サントリー「モルツ」のCM「うまいんだな、これが」が流行語になった。
1994年、『夏子の酒』で連続ドラマ初主演。
1990年代に主演した月9ドラマ、1994年の『妹よ』、1996年の『ピュア』、1997年の『バージンロード』は、いずれもヒットし、高視聴率を獲得した。
2013年2月、三谷幸喜作・演出の舞台『ホロヴィッツとの対話』で、渡辺謙演じるフランツ・モアの妻であるエリザベス・モア役で舞台初挑戦。

## 私生活
妹がいる。少女時代はベース、キーボード、ファゴットの楽器演奏が趣味で、高校生時代にはバンドを組んでいたことがあった。
1995年11月、テレビドラマ『夏子の酒』で共演した俳優・萩原聖人と結婚。1999年10月、第1子となる長男が誕生。2003年、萩原と離婚。親権は和久井が持っている。

## 出演

### テレビドラマ
- 花のあすか組!（1988年4月11日 - 9月26日、フジテレビ） - 風林火山の火 役
- 追いかけたいの!（1988年10月26日 - 12月21日、フジテレビ） - 知美 役
- 時には母のない子のように（1988年11月20日、フジテレビ） - 和田節子 役
- 風に恋して（1989年1月2日、テレビ朝日） - きたはらさつき 役
- 罪なき者の罪（1989年3月2日、読売テレビ「木曜ゴールデンドラマ」） - 柏原幸子 役
- スワンの涙（1989年4月10日 - 9月25日、フジテレビ） - 福島可奈子 役
- 夏の嵐（1989年7月3日 - 10月6日、東海テレビ） - 木村真理子 役
- 華麗なる追跡 THE CHASER（1989年10月7日、日本テレビ） - 朱香玉 役
- 愛しあってるかい!（1989年10月16日 - 12月18日、フジテレビ） - 川上忍 役
  - 愛しあってるかい!スペシャル（1990年4月4日）
- いつか見た青い空! 盲導犬ハッピー号の大冒険（1990年8月25日、日本テレビ「24時間テレビスペシャルドラマ」） - 東海林みちる 役
- すてきな片想い（1990年10月15日 - 12月17日、フジテレビ） - 仁科友美 役
- 別れは春のささやき（1991年1月11日、フジテレビ） - 中岡真由子 役
- ラブストーリーは突然に 第2話「素敵なボーイ・ミーツ・ガール」（1991年3月25日、フジテレビ） - 主演・佐知 役
- 赤頭巾快刀乱麻（1991年4月5日 - 8月2日、NHK総合「金曜ドラマ痛快時代活劇」） - お京 役
- 結婚したい男たち（1991年7月5日 - 9月20日、TBS「金曜ドラマ」） - 牛島理沙 役
- あっかんベーゼ 第2話「チェック魔」（1991年、日本テレビ） - 石川玲子 役
- 世にも奇妙な物語「耳鳴り」（1991年10月17日、フジテレビ） - 主演・美希 役
- 源義経（1991年12月31日、日本テレビ） - 北の方（若の前） 役
- 家族の食卓 第3話「進級テスト」（1992年、フジテレビ） - 倉本奈々美 役
- 逃亡者（1992年7月1日 - 9月16日、フジテレビ） - 生田久美 役
- みなと未来ヨコハマ（1992年11月8日、TBS「東芝日曜劇場」） - 主演・川上亜沙子 役
- コップの中のわずかな反乱（1992年12月21日、テレビ朝日「柴門ふみセレクション」） - 主演・持月るい子 役
- 聖夜に逢いたい（1992年12月23日、フジテレビ） - 主演・田中かよ子 役
- OLたちのざけんなヨ 第3話「対決!大奥女の闘い」（1993年、フジテレビ） - 沢村真生 役
- 夏子の酒（1994年1月12日 - 3月23日、フジテレビ） - 主演・佐伯夏子 役
- 21歳の別離（1994年10月4日、毎日放送） - 主演・中堀由希子 役
- 妹よ（1994年10月17日 - 12月19日、フジテレビ） - 主演・松井ゆき子 役
- 家族 あなたは父を愛せますか（1995年10月6日、TBS） - 主演・杉田直子 役
- ピュア（1996年1月8日 - 3月18日、フジテレビ） - 主演・折原優香 役
- バージンロード（1997年1月6日 - 3月17日、フジテレビ） - 主演・桜井（吉見）和美 役
- カミさんなんかこわくない 第3話（1998年4月26日、TBS「東芝日曜劇場」） - 小田切ハナ 役
- 二十六夜参り（1998年8月17日、TBS「月曜ドラマスペシャル」） - 主演・海江田みずき / 前園君代 役（二役）
- 殴る女（1998年10月13日 - 12月15日、フジテレビ） - 主演・芳村香 役
- Friends（2000年7月7日 - 9月15日、TBS「金曜ドラマ」） - 日浦梨紗 役
- 世界で一番熱い夏（2001年7月6日 - 9月14日、TBS「金曜ドラマ」） - 神来未子 役
- First Love（2002年4月17日 - 6月26日、TBS） - 江沢朋子 役
- 抱きしめたい（2002年10月26日、NHK総合） - 主演・沢田未来子 役
- 大河ドラマ（NHK総合）
  - 武蔵 MUSASHI（2003年） - りん 役
  - 功名が辻（2006年） - 濃姫 役
  - 平清盛（2012年） - 池禅尼 役
  - 青天を衝け（2021年） - 渋沢ゑい 役
  - どうする家康（2023年） - 寧々 役[11]
- 動物のお医者さん（2003年4月17日 - 6月26日、テレビ朝日）[12] - 菱沼聖子 役
- 恋文 〜私たちが愛した男〜（2003年10月8日 - 12月10日、TBS） - 田島江津子 役
- 9・11 NYテロ真実の物語（2004年9月11日、フジテレビ「プレミアムステージ」） - 主演・杉山晴美 役
- 最後の忠臣蔵（2004年11月5日 - 12月10日、NHK総合「金曜時代劇」） - 篠 役
- 華岡青洲の妻（2005年1月21日 - 3月4日、NHK総合） - 主演・加恵 役
- 恋におちたら〜僕の成功の秘密〜（2005年4月14日 - 6月23日、フジテレビ「木曜劇場」） - 桐野七海 役
- 小さな運転士 最後の夢（2005年8月27日、日本テレビ「24時間テレビドラマスペシャル」） - 西田裕美 役
- あいのうた（2005年10月12日 - 12月14日、日本テレビ） - 榎本房子 役
- 弁護士のくず（2006年5月11日、TBS） - 秋野葉月 役 ※カメオ出演（写真のみ）
- ヘレンときよしの物語（2006年8月29日、日本テレビ「DRAMA COMPLEX」） - 主演・西川ヘレン 役
- 君が光をくれた（2006年12月4日、TBS） - 主演・関谷光代 役
- スティング松岡 危機一髪!（2006年12月29日、フジテレビ） - 石堂美香子（妻） 役
- 白虎隊（2007年1月6・7日、テレビ朝日） - 照姫 役
- 花嫁とパパ（2007年4月10日 - 6月26日、フジテレビ） - 犬飼美奈子 役
- 必殺仕事人シリーズ（2007年 - 、朝日放送・テレビ朝日） - 花御殿のお菊 役
  - 必殺仕事人2007（2007年7月7日）
  - 必殺仕事人2009 新春スペシャル（2009年1月4日）
  - 必殺仕事人2009（2009年1月9日 - 6月26日）
  - 必殺仕事人2010（2010年7月10日）
  - 必殺仕事人2012（2012年2月19日）
  - 必殺仕事人2013（2013年2月17日）
  - 必殺仕事人2014（2014年7月27日）
  - 必殺仕事人2015（2015年11月29日）
  - 必殺仕事人2016（2016年9月25日）[13]
  - 必殺仕事人（2018年1月7日）[14]
  - 必殺仕事人2019 (2019年3月10日)
  - 必殺仕事人2020 (2020年6月28日)
  - 必殺仕事人（2022年1月9日）[15]
  - 必殺仕事人（2023年1月8日）[16]
  - 必殺仕事人（2023年12月29日）[17]
- 連続テレビ小説（NHK総合）
  - ちりとてちん（2007年10月1日 - 2008年3月29日） - 和田糸子 役
  - ひよっこ（2017年4月3日 - 9月30日） - 永井愛子 役[18]
- あんみつ姫（2008年1月6日、フジテレビ） - てん茶（あんみつ姫の母） 役
  - あんみつ姫2（2009年1月11日）
- 忠臣蔵 音無しの剣（2008年12月14日、EX） - 志保 役
- なでしこ隊（2008年9月20日、フジテレビ「千の風になって ドラマスペシャル」） - 泳崎笙子 役
- 不毛地帯（2009年10月15日 - 2010年3月11日、フジテレビ） - 壹岐佳子 役
- わが家の歴史（2010年4月9 - 11日、フジテレビ） - 長谷川町子 役
- 四十九日のレシピ（2011年2月15日 - 3月8日、NHK） - 主演・遠藤百合子 役
- ビターシュガー（2011年10月18日 - 12月20日、NHK総合） - 橋本まり 役
- もう一度君に、プロポーズ（2012年4月 - 6月、TBS） - 宮本可南子 役
- ダブルフェイス 潜入捜査編（2012年10月15日、TBS） - 西田奈緒子 役
  - ダブルフェイス 偽装警察編（2012年10月27日、WOWOW）
- 木曽オリオン（2014年1月22日、NHK BSプレミアム） - 主演・征矢秀子 役[19]
- ホワイト・ラボ〜警視庁特別科学捜査班〜（2014年4月 - 6月、TBS） - 神山恵子 役
- 月に行く舟（2014年10月4日、中部日本放送・TBS） - 主演・水沢理生 役[20]
- デート〜恋とはどんなものかしら〜（2015年1月19日 - 3月23日、フジテレビ） - 藪下小夜子 役[21]
  - デート〜恋とはどんなものかしら〜2015夏 秘湯（2015年9月28日）
- THE LAST COP/ラストコップ（2015年6月19日、日本テレビ）[22] - 鈴木加奈子 役
  - THE LAST COP/ラストコップ（2016年10月8日 - 12月10日、日本テレビ） - 鈴木加奈子 役
- 天皇の料理番 第10話 - 最終話（2015年6月28日 - 7月12日、TBS） - 節子皇后 → 皇太后 役[23][24]
- お義父さんと呼ばせて（2016年1月19日 - 3月15日、フジテレビ） - 花澤静香 役[25]
- 横山秀夫サスペンス 陰の季節（2016年4月18日、TBS「月曜名作劇場」） - 七尾友子 役[26]
  - 横山秀夫サスペンス 刑事の勲章（2016年4月25日）[27]
- ユニバーサル広告社〜あなたの人生、売り込みます!（2017年10月 - 12月、テレビ東京） - 藤沢さくら 役
- スペシャルドラマ それでも恋する（2018年10月6日、CBCテレビ） - 民部トモ 役[28]
- ラジエーションハウス〜放射線科の診断レポート〜（2019年4月8日 - 6月17日、フジテレビ） - 大森渚 役[29]
  - ラジエーションハウス〜放射線科の診断レポート〜『特別編』（2019年6月24日）
  - ラジエーションハウスII〜放射線科の診断レポート〜（2021年10月4日 - 12月13日）
- リーガル・ハート〜いのちの再建弁護士〜（2019年7月22日 - 9月2日、テレビ東京） - 村越祥子 役[30]
- 姉ちゃんの恋人（2020年10月27日 - 12月22日、関西テレビ・フジテレビ） - 吉岡貴子 役[31]
- 日曜の夜ぐらいは…（2023年4月30日 - 7月2日、朝日放送テレビ） - 岸田邦子 役[32]
- 366日（2024年4月8日 - 6月17日、フジテレビ） - 池沢友里 役[33]
- 法廷のドラゴン（2025年1月17日 - 3月7日、テレビ東京） - 天童香澄 役[34]
- ゴールドサンセット（2025年2月23日 - 3月30日、WOWOW『連続ドラマW』） - 三橋芳子 役[35]
- 波うららかに、めおと日和（2025年4月24日 - 6月26日、フジテレビ） - 柴原郁子 役[36]

### 映画
- べっぴんの町（1989年10月14日、東映） - 中嶋町子 役
- ぼくと、ぼくらの夏（1990年11月3日、東映） - 主演・酒井麻子 役
- 就職戦線異状なし（1991年6月22日、東宝） - 秋山葉子 役
- 息子（1991年10月12日、松竹） - 川島征子 役
- エンジェル 僕の歌は君の歌（1992年11月7日、東宝） - 天野香織 役（ヒロイン）
- 復活の朝（1992年11月21日、松竹） - 高樹亜沙子 役
- 虹の橋（1993年10月9日、東宝） - 千代 役
- バースデイプレゼント（1995年10月28日、東宝） - 主演・大井秋子 役（岸谷五朗とW主演）
- 丹下左膳 百万両の壺（2004年7月17日、エデン） - お藤 役
- 茶の味（2004年7月17日、クロックワークス、レントラックジャパン） - 山田映子 / ナレーション 役
- スクール・ウォーズ HERO（2004年9月18日、松竹） - 山上悦子 役
- MAKOTO（2005年2月19日、松竹） - 白川絵梨 役
- 日本沈没（2006年7月15日、東宝） - 小野寺香織 役
- 椿山課長の七日間（2006年11月18日、松竹） - マヤ 役
- そのときは彼によろしく（2007年6月2日、東宝） - 遠山律子 役
- 風が強く吹いている（2009年10月31日、松竹） - 神童の母 役（声の出演）
- 大奥（2010年10月1日、松竹 / アスミック・エース） - 加納久通 役
- プリンセス・トヨトミ（2011年5月28日、東宝） - 真田竹子 役
- ロボジー（2012年1月14日、東宝） - 斉藤春江 役
- イン・ザ・ヒーロー（2014年9月6日） - 元村凛子 役
- アゲイン 28年目の甲子園（2015年1月17日、東映） - 立原裕子 役
- LAST COP THE MOVIE（2017年5月3日、松竹） - 鈴木加奈子 役
- 体操しようよ（2018年11月9日、東急レクリエーション） - 藤澤のぞみ 役
- いちごの唄（2019年7月5日、ファントム・フィルム） - コウタの母 役[37]
- 小説の神様 君としか描けない物語（2020年10月2日、HIGH BROW CINEMA） - 千谷優理子 役[38]
- さんかく窓の外側は夜（2021年1月22日、松竹） - 三角則子 役
- 劇場版ラジエーションハウス（2022年4月29日、東宝） - 大森渚 役[39]
- 翔んで埼玉 〜琵琶湖より愛をこめて〜（2023年11月23日、東映） - 内田直子 役[40]

### アニメ映画
- 君の膵臓をたべたい（2018年9月1日、アニプレックス） - 桜良の母 役[41]

### 舞台
- ホロヴィッツとの対話（2013年2月9日 - 3月10日、PARCO劇場 / 3月13日 - 31日、シアターBRAVA!） - エリザベス 役[8]
- ハロルドとモード『HAROLD AND MAUDE』（2025年9月30日 - 10月10日〈予定〉、EX THEATER ROPPONGI / 10月16日 - 18日〈予定〉、森ノ宮ピロティホール）[42]

### ナレーション

#### レギュラー
- ミュージックカクテル（2002年4月4日 - 7月18日、NHK総合）
- 修理礼賛（2006年1月5日 - 3月30日、テレビ東京）
- みのりの風景（2008年10月 - 2009年10月、TBS）

#### その他
- 神様レイくんをありがとう 歌手・水越けいこ ダウン症児と乗り越えた愛と涙の感動（1997年12月29日、TBS）
- 戦争を感じるいのちを描く・黒田征太郎（2002年6月24日、NHK総合『課外授業 ようこそ先輩』）
- 紛争と混乱を越えて〜アジアで生きる若者たち〜（2002年9月22日、NHK BS1『ウイークエンドスペシャル』）
- 画家ミロの残像（2002年10月20日、NHK BS2『世界・わが心の旅』）
- ジョン・レノン スーパーライヴ2002（2002年12月23日、NHK総合）
- 絢爛、阿波人形浄瑠璃の世界（2003年1月2日、NHK総合）
- 野生コウノトリ31年ぶりに舞う（2003年1月9日、テレビ朝日『ニュースステーション』内）
  - 甦れ 野生コウノトリ（2004年3月16日）
- My Dream is…〜高校生12人のアメリカ体験記〜（2003年3月28日、テレビ朝日）
- おばあちゃんは小学生（2003年5月18日、日本テレビ『NNNドキュメント'03』）
- 世界は歌う 世界は踊る（2003年11月16日、NHK BS2『BSエンターテインメント』総集編）
- 喜多郎の音遍路（2004年2月15日、日本テレビ『NNNドキュメント'04』）
- ふた組の姉妹 アテネへの夢（2004年5月9日、NHK総合『スポーツ大陸』）
- 三十一音 いのちの歌（2004年9月20日、NHK総合）
- 完全実録!夜回り先生（2005年1月21日、TBS『スーパーフライデー』）
- 不屈のトルネード〜野茂英雄 200勝の原点（2005年7月16日、NHK総合『スポーツ大陸』）
- 妖怪・水木しげるのゲゲゲ幸福論（2006年3月18日、BSジャパン）
- 幸せを撮る 幸せを考える・綿井健陽（2006年1月18日、NHK総合『課外授業 ようこそ先輩』）
- 見えないから見えるもの・梯剛之（2006年7月29日、NHK総合『課外授業 ようこそ先輩』）
- 女王イサベル 終の楽園アルハンブラ（2006年10月2日、NHK BShi『ハイビジョン特集』）イサベル女王の声
- 13歳の遺言（2006年12月17日、日本テレビ『NNNドキュメント'06』）
- 病院が消えた（2007年10月21日、日本テレビ『NNNドキュメント'07』）
- 民族をつなぐラジオ局 -インドネシア カリマンタン島-（2009年7月25日、NHK総合・BS1『アジアンスマイル』）
- 全身"役者魂"大滝秀治〜84歳 執念の舞台〜（2010年1月23日、NHK BShi『ハイビジョン特集』）
- 目を向ければ 見えてくる!?・湯浅誠（2011年1月30日、NHK総合『課外授業 ようこそ先輩』）
- 第25回民教協スペシャル「母の衣に抱かれて〜津軽袰月ものがたり」（2011年2月、民間放送教育協会）
- サッカーW杯、夢のメダルをめざして（2011年6月20日、NHK総合『アスリートの魂』）
- 挑戦は終わらない、なでしこジャパン五輪最終予選（2011年9月5日、NHK総合『アスリートの魂』）
- 国宝 平家納経〜平清盛 その美の世界〜（2012年1月1日、NHK総合）
- 声は聞こえなくても 家族のことば・3年の記録（2024年6月7日、NHK北海道『北海道道』）

### ドキュメンタリー番組
- オランダファンタジー紀行（2002年9月16日、TBS） - レポーター
- ゆめの瞬間 いのちの一枚（2007年2月12日、フジテレビ） - ナビゲーター

### ラジオ
- ステレオ・ファンタジー・シアター（1992年4月 - 10月、TBSラジオ）
- 和久井映見 ファンタジー・シアター（1992年10月 - 1993年3月、TBSラジオ）
- 和久井映見 もう一つのおもちゃ箱（1990年4月 - 1991年4月、ニッポン放送）
- カモン映見バディ!（1993年4月 - 1994年3月、TOKYO FM）
- 和久井映見プロデュース・スーパーエディション（1996年4月、JFN）
- コズミック・ラバーズ（1994年7月 - 1996年3月、J-WAVE）

### CM
- JRグループ「青春18きっぷ」キャンペーン（1988年 - 1990年、CFなし）
- 花王「ソフィーナ」※ 石川秀美・賀来千香子と共演。
- 広島銀行
- 旭硝子（現・AGC）「アサヒガード」
- 富士通ゼネラル（テレビ、エアコン等）
- 江崎グリコ
  - 「トマトプリッツ」
  - 「ピーナツ・チョコナック」
- 資生堂
  - 美容飲料「アペリオ」「ゼリフル」「プロテア」
- 資生堂ファイントイレタリー
  - 「リシェール」
  - 「肌水」
- サントリー「モルツ」[43]
- 塩野義製薬「新セデス錠」
- 三菱自動車工業「ミラージュ」
- 雪印乳業（現・雪印メグミルク）「ネオソフトハーフ」
- 三和銀行（現・三菱UFJ銀行）
- 日本テレコム（現・ソフトバンク）（1993年 - 1996年）[44]
- 武田薬品工業（武田コンシューマーヘルスケア→現・アリナミン製薬）
  - 「ベンザブロック」
  - 「ベンザブロックSP」
  - 「ベンザブロックIP」
  - 「ベンザブロックS」
  - 「ベンザブロックのどスプレー」
  - 「ベンザブロックせき止め液」
- NEC「文豪」
- ベネッセ「キャリアUPゼミ」
- ヤクルト本社「乳酸菌飲料」
- ライオン「アクロン」
- ナショナル住宅産業（パナホーム）
- 片岡物産「モンカフェ」
- 本田技研工業「ニューステップワゴン」（ナレーション）
- JAバンク（2008年 - ）
- なとり （2010年 - ）

## 受賞歴
1991年
- 第15回日本アカデミー賞 最優秀助演女優賞・新人俳優賞（『息子』『就職戦線異状なし』）
- 第65回キネマ旬報ベスト・テン 助演女優賞（『息子』）
- 第4回日刊スポーツ映画大賞・石原裕次郎賞 助演女優賞（『息子』『就職戦線異状なし』）
- 第15回山路ふみ子映画賞 新人女優賞（『息子』）
- 第13回ヨコハマ映画祭　助演女優賞（『息子』『就職戦線異状なし』）

1993年
- 第17回日本アカデミー賞 最優秀主演女優賞（『虹の橋』）
- 第17回山路ふみ子映画賞 女優賞（『虹の橋』）

1994年
- 第3回ザテレビジョンドラマアカデミー賞 主演女優賞（『妹よ』）

1996年
- 第8回ザテレビジョンドラマアカデミー賞 主演女優賞（『ピュア』）

2004年
- 第42回ギャラクシー賞 個人賞（テレビ部門）（『9・11』『最後の忠臣蔵』『華岡青洲の妻』）

2005年
- 第13回橋田賞（『9・11』）

2008年
- 東京ドラマアウォード2008 助演女優賞（『ちりとてちん』）

2017年
- 第9回コンフィデンスアワード・ドラマ賞 助演女優賞（第9回 / 年間大賞）（『ひよっこ』）[53][54][55][56]

## 音楽
すべてポリスターから発売。

### シングル
1. マイ・ロンリィ・グッバイ・クラブ （1990年1月1日）
  - 作詞：康珍化 / 作曲：亀井登志夫 / 編曲：門倉聡
  - （c/w） シンプルな理由
2. 天使にスリルを教えてあげて （1990年9月5日）
  - 作詞：康珍化 / 作曲：羽田一郎 / 編曲：門倉聡
  - フジテレビ系テレビドラマ『テニス少女夢伝説!愛と響子』主題歌
  - （c/w） Please
3. アキラが可哀想 （1991年7月1日）
  - 作詞：康珍化 / 作曲：小倉博和 / 編曲：門倉聡
  - （c/w） 花で言えばバラのようなあなた
4. わかっているわ、ダーリン （1992年1月25日）
  - 作詞：康珍化 / 作曲：亀井登志夫 / 編曲：門倉聡
  - （c/w） なぜ愛されてるふりをするの?
5. 抱きしめたいのはあなただけ （1992年10月25日）
  - 作詞：戸沢暢美  / 作曲：林哲司 / 編曲：鳥山雄司
  - 香川「レオマワールド」CMソング
  - （c/w） 涙になりたかった涙
6. さよならを言わなかった （1993年7月25日）
  - 作詞：康珍化、本木紀子 / 作曲：林哲司 / 編曲：門倉聡
  - （c/w） どこにいてもだれといても
7. 結婚しないでね （1994年3月25日）
  - 作詞：康珍化 / 作曲：石川Kanji / 編曲：門倉有希
  - （c/w） カサノバ・サーカス
8. キスしたい （1994年7月10日）
  - 作詞：康珍化 / 作曲：後藤次利 / 編曲：門倉有希
  - 「日本テレコム」CMソング
  - （c/w） あなたはひとりだけしかいない
9. 赤と緑のリボン （1994年11月2日）
  - 作詞：康珍化 / 作曲：柴野繁幸 / 編曲：門倉聡
  - テレビ東京系『TVチャンピオン』エンディングテーマ
  - （c/w） いつまでも愛せそう
10. 毎日会いたい （1995年5月25日）
  - 作詞：西脇唯 / 作曲：高野寛 / 編曲：木本靖夫
  - 「OMMG」CMソング
  - （c/w） 忘れないで
11. Living In The Town （1995年11月25日）
  - 作詞・作曲：五島良子 / 編曲：門倉聡
  - 熊本「鶴屋百貨店」CMソング
  - （c/w） HOPE
12. だきしめてあげる。（1997年1月25日）
  - 作詞：只野菜摘 / 作曲：鈴木祥子 / 編曲：菅原弘明
  - テレビ朝日系『ウィークエンドライブ 週刊地球TV』エンディングテーマ
  - （c/w） 手をつないで
13. 雨にもっと打たれて （1997年5月25日）
  - 作詞：只野菜摘 / 作曲・編曲：菅原弘明
  - （c/w） 話をしよう

### アルバム
1. FLORA（1990年7月21日）
2. LUNARE（1991年7月25日）
3. なぜ愛してるふりをするの（1992年1月25日）
4. だれかがあなたにキスしてる（1992年11月26日）
5. PEARLY（1993年8月25日）
6. 愛しさのある場所（1994年11月26日）
7. Dearest（1996年1月25日）
8. 心に花が咲くように（1997年7月25日）

### ベスト・アルバム
1. ふたりは夢であいましょう（1992年7月1日）
2. あなたがわたしにくれたもの（1994年4月25日）
3. SINGLES（1995年6月25日）

### ビデオ
- invisible（1992年2月26日）

## 書籍

### 写真集
- エンドレス・マイ・イマジン（1990年、ワニブックス） ISBN 978-4847021640